# Aricia opheimi
Aricia opheimi är en fjärilsart som beskrevs av Høgh-guldberg 1966. Aricia opheimi ingår i släktet Aricia och familjen juvelvingar. Inga underarter finns listade i Catalogue of Life.